# Mikkel Hindhede
Mikkel Hindhede, né le 13 février 1862 à Lem Sogn dans la commune de Skive (Danemark) et mort le 17 décembre 1945 à Copenhague, est un médecin nutritionniste et chercheur danois. Il est notamment connu pour ses travaux ayant permis au Danemark d'éviter la famine durant la Première Guerre mondiale.

## Biographie

### Jeunesse
Mikke Hendhede passe sa jeunesse dans une ferme à Ringkøbing, sur la côte ouest du Danemark.
Encouragé par son oncle Niels Johannes Fjord, physicien à l'Université royale vétérinaire et agricole, Mikkel Hindhede suit à Copenhague des études de médecine dont il sort diplômé avec les honneurs en 1888.
Il exerce la médecine en privé et à l'hôpital de Skanderborg durant vingt ans, avant de choisir en 1909 de se rapprocher de sa famille à Copenhague, où il restera jusqu'à sa mort. Il prend la direction du Laboratoire national danois pour la recherche en nutrition de 1910 à 1932.

### Thèse et travaux
Dans ses recherches, il démontre que le besoin de 100 g de protéines par jour et par personne est surestimé. Il recommande d'augmenter la dose de pain de seigle, de pommes de terre et de légumes, et de diminuer la viande. D'après lui, cette diète est meilleure pour la santé, en plus d'être moins chère.
En 1912, un assistant de Mikkel Hindhede nommé Frederik Madsen est volontaire pour être cobaye d'un programme de nutrition à base exclusive de pommes de terres, de beurre et de pommes durant presque un an. Mikkel Hindhede note que « L'homme peut conserver toute sa vigueur pendant un an ou plus avec un régime de pommes de terre et de graisse ». Il encourage la population à devenir lacto-végétarienne et à consommer moins de viande.

### Conseiller en alimentation

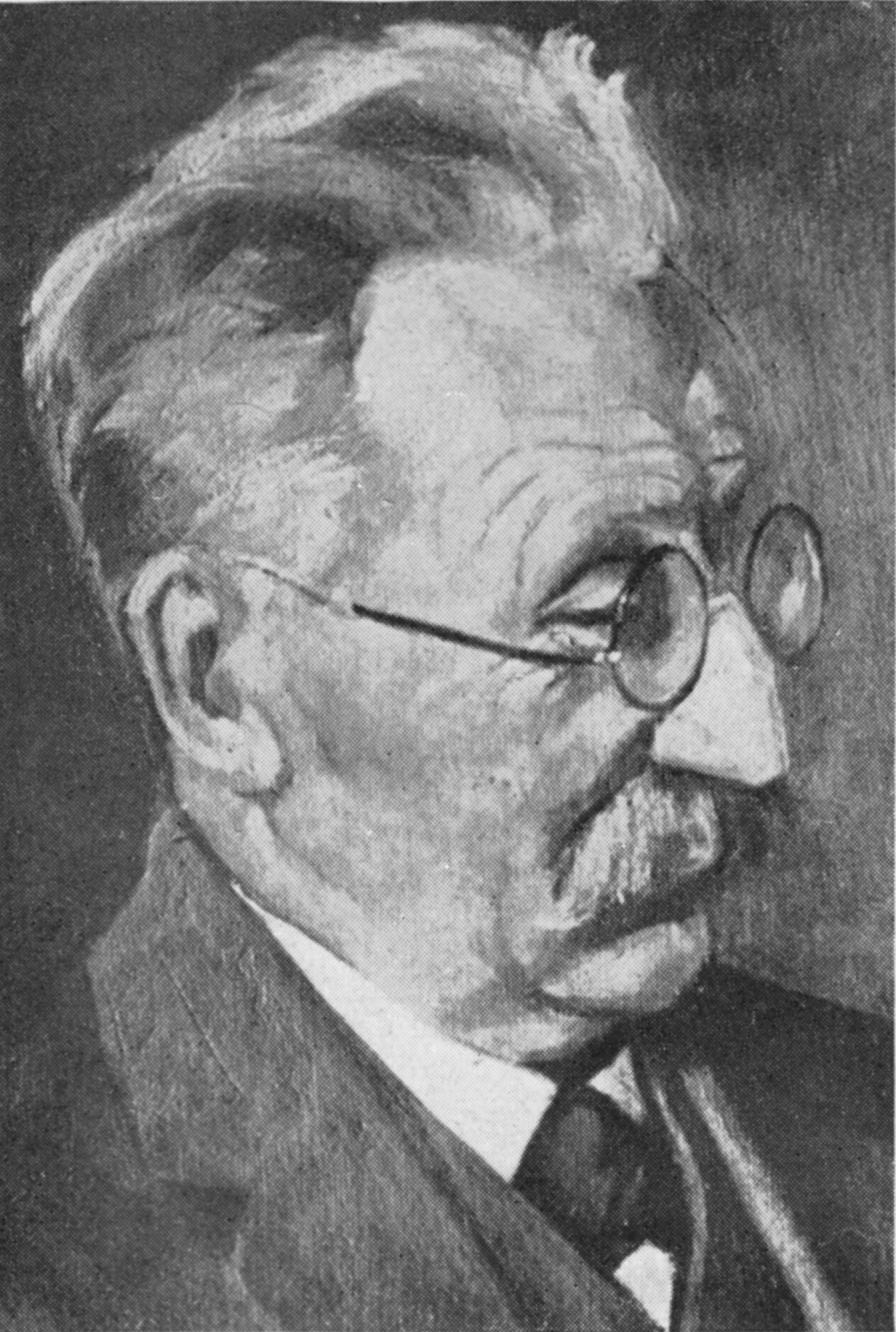
Mikkel Hindhede en 1937.

Durant la Première Guerre mondiale, en tant que directeur du Laboratoire national danois pour la recherche en nutrition, il est conseiller en alimentation du gouvernement.
Suivant ses conseils, la quasi-totalité des cochons et les deux tiers des vaches sont vendus, et la production d'alcool considérablement réduite. Les pâtures libérées sont exclusivement destinées à la production agricole de denrées de consommation humaine directe. Cette transformation du paysage permet au Danemark durant le blocus de 1917-1918, non seulement de ne pas sombrer dans la famine, mais même de faire baisser le taux de mortalité à un niveau jamais atteint jusqu'alors.
Les résultats sont publiés en 1920 dans le Journal of the American Medical Association. À titre de comparaison, l'Allemagne bénéficiait durant la même période d'un plus grand volume de nourriture par personne, mais celle-ci étant répartie avec des animaux, la famine s'est généralisée.
En 1920 dans le Deutsche Medizinische Wochenschrift, Hindhede commentait : « Le lecteur sait […] à quel point j'ai insisté sur les avantages d'un régime lacto-végétarien. En principe, je ne suis pas végétarien, mais je crois avoir montré qu'un régime contenant une grande quantité de viande et d'œufs est dangereux pour la santé. »

## Études postérieures
Les scientifiques polonais Stanislaw Kon et Aniela Klein reproduisent l'étude de Hindehede en mangeant exclusivement des pommes de terres, de la matière grasse et quelques pommes ou poires durant 167 jours et publient leurs résultats en 1926 avec ce commentaire : « La digestion était excellente tout au long de l'expérience et les deux sujets se sentaient très bien. » D'autres études confirmeront ces résultats.

## Famille
Mikkel Hindhede est le père de Jens Hindhede, homme d'affaires et exploitant agricole en Malaisie et à Singapour dans les années 1920 et 1930 dans la culture du thé. Le parc Hindhede Nature Park et la carrière Hindhede Quarry à Singapour portent son nom.[réf. nécessaire]
Il est également le père de Kristian Hindhede, ingénieur civil et industriel, ayant notamment participé à la mise au point et la commercialisation du camion toupie pour le béton.

## Sélection de publications
- Eine Reform Unserer Ernährung (1908)
- Protein and Nutrition: An Investigation (1913)
- What to Eat – and Why (1914)
- The Effect of Food Restriction During War on Mortality in Copenhagen (1920)[4]